# Modupe Adeyeye
Pour les articles homonymes, voir Adeyeye.
Modupe Adeyeye est une actrice et un mannequin britannique d'origine nigériane.

## Biographie
Modupe Adeyeye est principalement connue pour son rôle de Blessing Chambers (en) dans la série télévisée Hollyoaks,.

## Filmographie
- 2011 : Doctors (série télévisée) : Starr Dawson
- 2011 : EastEnders (série télévisée) : Faith Olubunmi (4 épisodes)
- 2011 : EastEnders: E20 (en) (série télévisée) : Faith (3 épisodes)
- 2012 : My Murder (téléfilm) : Keira
- 2013 : Our Girl (téléfilm) : Jayne King
- 2014 : That Thing That Happened (téléfilm) : Peaches
- 2014 : Honeytrap : Ciara
- 2014 : Hollyoaks (série télévisée) : Blessing Chambers (63 épisodes)